# Corel Bryce
Bryce, também conhecido por Corel Bryce (devido à empresa desenvolvedora), é um programa para modelagem, renderização e animação 3D, que é especializado em paisagens fractais.